# フェアリー フォックス

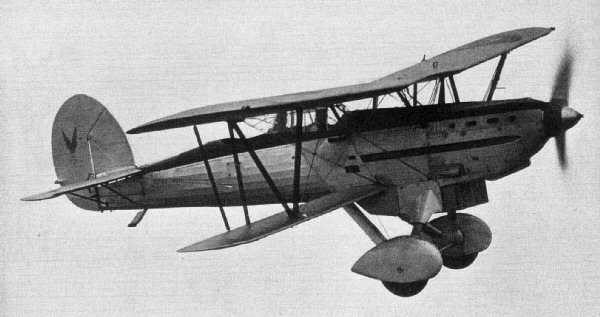
機体全景

フェアリー フォックス（英: Fairey Fox）は、1920年代から1930年代に製造された軽爆撃機、戦闘機である。始め、イギリス空軍のためにフェアリーが開発・製造を行ったが、後にベルギーで製造、運用された。

## 概要
複座の複葉機でフォックス Mk.I は上下翼の弦長が等しく、前方、後方に機関銃が取り付けられた。1923年のシュナイダー・トロフィー・レースで優勝したアメリカのカーチス水上機に搭載されていたCurtiss D-12型V12空冷エンジンにフェアリーの創立者チャールズ・フェアリーが興味をもって、搭載エンジンに選ばれた。28機がイギリス空軍のために製造され、第12戦隊に配備された。後にこの戦隊の戦隊マークに狐が描かれる由来となった。当時のイギリス空軍の戦闘機としては最速であった。
1934年にロンドン・メルボルン間で争われた、マックロバートソン・エアレースに2機のフェアリー フォックスが参加した。1機はイタリーで墜落した。オーストリアの退役軍人レイ・ペアラーとジェフ・ヘムスワースの搭乗したもう1機のフォックスはパリに到着したときには、優勝者がすでに、メルボルンに到着するニュースを受け取ったが、飛行を続け、4ヶ月をかけて、メルボルンに到着した。
ベルギーで製造されたフォックスは、第2次世界大戦の開始時に、100機以上がベルギー空軍の前線に配備されていた。ドイツ空軍機に対して時代遅れの機体であったが、100回以上の作戦行動を行い、メッサーシュミット Bf 109も1機、撃墜したとされる。

## 発展型
- Fox Mk.IIM :下翼の弦長を短くし、ロールスロイル・ケストレルエンジン480hpに換装したもので、1931年にベルギー空軍に納入された。31機がベルギーのBelgian Avions Faireyでライセンス生産された。

- Fox Mk III：イスパノ・スイザエンジン(775-hp)に換装された型。Mk.IVに改造された。

- Fox Mk.III 練習機：Armstrong Siddeley Servalエンジン (360-hp)使用、1機のみ製造、後にケストレルの機械過給エンジンに換装されて Fox Mk.IIISとなった。

- Fox Mk.III：2座席偵察機、前方機銃は FN-Browning 7.62-mm×2となる。13機がベルギー空軍に納入

- Fox Mk.IIIC：2座席地上共同機、偵察機、密閉風防となった。48機がベルギー空軍に納入。

- Fox Mk.IV：水上機、ペルー空軍のために6機が造られ、1933年のコロンビア・ペルー戦争などに参加した。

- Fox Mk.VI：1934年の性能向上型、密閉式の操縦席、分割型でスパッドをつけた主脚、イスパノ・スイザエンジン (860-hp)への換装。85機がベルギーのため製作され、さらに武装を強化した15機の Mk.VIIIが製造された。

- Fox Mk.VIC：は複座戦闘機型、Mk.VIR は偵察戦闘機型。

- Fox Mk.V：イギリス向けの Fox Mk.VI の型式、

- Fox Mk.VII： Fox Mk.VIRの単座戦闘機型。武装が強化され2機が製造した。

## 仕様
| Fairey Fox   |                                                               |
| 項目         | 数値                                                          |
| 全長         | 9,50 m                                                        |
| 全幅         | 11,58 m                                                       |
| エンジン     | Fairey-Felix (Curtiss D-12のライセンス)-出力; 358 kW (487 PS) |
| 最大速度     | 252 km/h in Meereshöhe                                        |
| 航続距離;    | 800 km                                                        |
| 最大離陸荷重 | 1.867 kg                                                      |
| 乗員         | 2名                                                           |
| 武装         | 2× 7,7 mm MGs, 209 kg爆弾                                     |